# Mr. Holmes
Pour plus de détails, voir Fiche technique et Distribution.
Mr. Holmes est un film policier britannico-américain réalisé par Bill Condon, sorti en 2015.

## Synopsis
En 1947, Sherlock Holmes, âgé de 93 ans, vit une paisible retraite dans le Sussex, en compagnie de sa gouvernante, Mme Munro, et du fils de cette dernière, Roger, avec qui il partage sa passion pour l'apiculture. Toutefois, une affaire remontant à trente-cinq ans ne cesse de le hanter. Mais il a perdu de son légendaire pouvoir de déduction et Watson n'est plus là pour l'aider. Le célèbre détective va cependant devoir mener à bien l'une des enquêtes les plus importantes de sa carrière.

## Fiche technique
Sauf indication contraire, les informations mentionnées dans cette section peuvent être confirmées par la base de données cinématographiques IMDb,  présente dans la section « Liens externes ».
- Titre original : Mr. Holmes
- Réalisation : Bill Condon
- Scénario : Jeffrey Hatcher (en), d'après le roman Les Abeilles de monsieur Holmes (A Slight Trick of the Mind) de Mitch Cullin, d'après certains personnages créés par Arthur Conan Doyle
- Direction artistique : Martin Childs
- Décors : Jonathan Houlding et James Wakefield
- Costumes : Keith Madden
- Montage : Virginia Katz
- Musique : Carter Burwell
- Photographie : Tobias Schliessler
- Production : Iain Canning, Anne Carey et Emile Sherman

Coproducteurs : Luca Borghese, Jack Morrissey, Paul Ritchie et Greg Yolen
Producteur associé : Shani Geva
Producteur délégué : Aviv Giladi
- Sociétés de production : Archer Gray, BBC Films, Icon Films et See-Saw Films
- Sociétés de distribution :  FilmNation Entertainment
- Pays de production :  Royaume-Uni,  États-Unis
- Langue originale : anglais
- Format : couleur - 2,35:1 - son Dolby numérique
- Genre : policier
- Durée : 103 minutes
- Dates de sortie[1] :
  - Allemagne : 8 février 2015 (Berlinale 2015)
  - Royaume-Uni : 19 juin 2015
  - États-Unis : 17 juillet 2015
  - Belgique : 22 juillet 2015
  - France : 4 mai 2016

## Distribution
- Ian McKellen (VQ : Vincent Davy) : Sherlock Holmes
- Milo Parker (VQ : Frédéric Larose) : Roger Munro
- Laura Linney (VQ : Valérie Gagné) : Mme Munro
- Hattie Morahan : Ann Kelmot
- Patrick Kennedy (VQ : Fred-Éric Salvail) : Thomas Kelmot
- Hiroyuki Sanada (VQ : Maël Davan-Soulas) : Tamiki Umezaki
- Roger Allam (VQ : Guy Nadon) : Dr. Barrie
- Colin Starkey : Dr. John Watson
- Philip Davis : inspecteur Gilbert
- Nicholas Rowe : Matinee 'Sherlock' (caméo)
- Frances de la Tour (VQ : Johanne Garneau) : Madame Schirmer
- Sarah Crowden : Mme Hudson
- Frances Barber : Matinee 'Madame Schirmer'
- John Sessions : Mycroft Holmes
- Michael Culkin : Patron de la banque

 Source et légende : version québécoise (VQ) sur Doublage.qc.ca

## Production

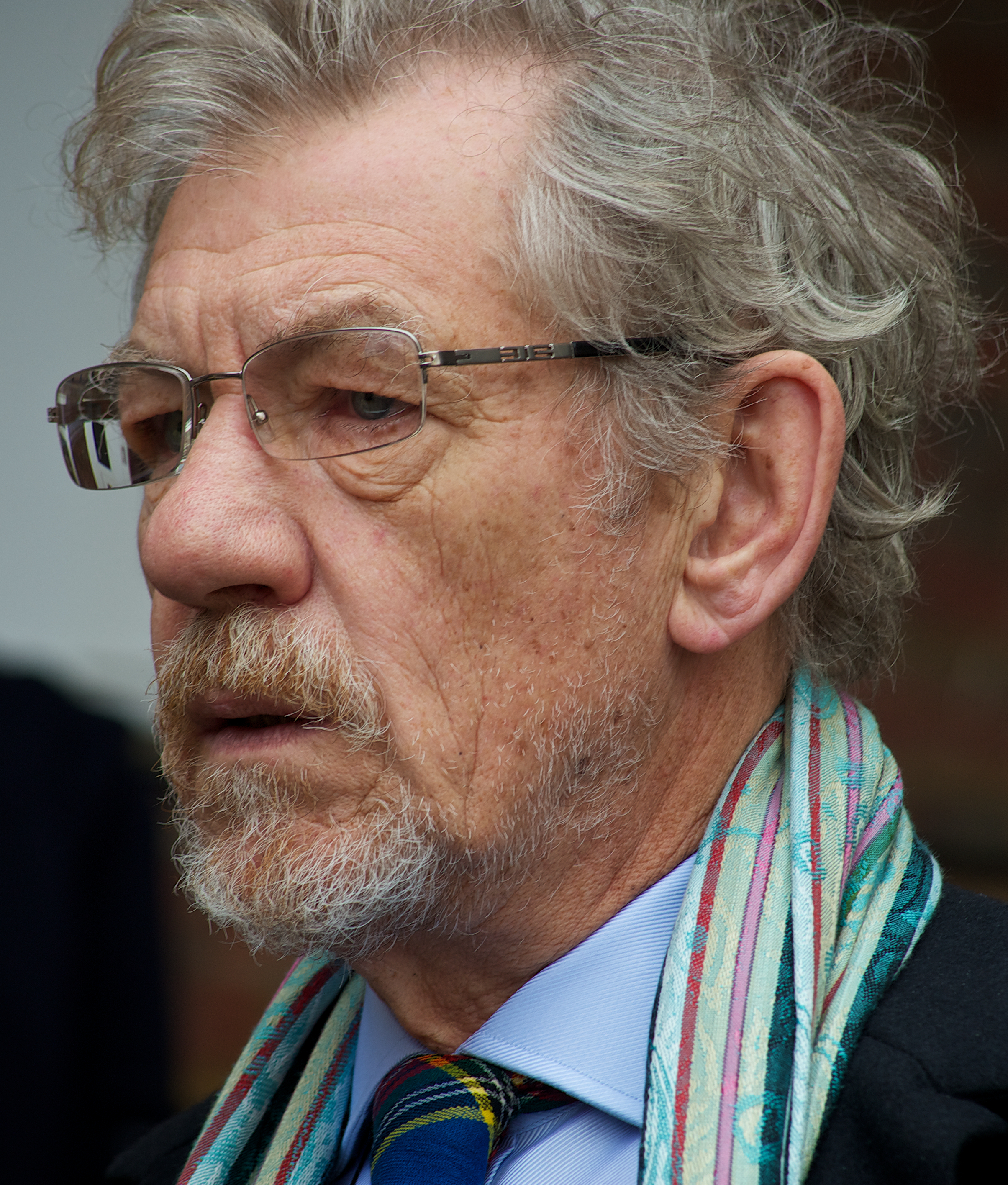
L'acteur britannique Ian McKellen incarne Sherlock Holmes.

### Genèse et développement
C'est l'adaptation cinématographique du roman Les Abeilles de monsieur Holmes de Mitch Cullin publié en 2005. Le film devait initialement conserver le titre original du roman, A Slight Trick of the Mind, mais les producteurs lui ont préféré le titre plus accessible de Mr. Holmes.

### Casting
Nicholas Rowe incarne ici brièvement Sherlock Holmes dans un « film dans le film ». Il avait déjà tenu le rôle du célèbre détective dans Le Secret de la pyramide de Barry Levinson sorti en 1985. Par ailleurs, Philip Davis, qui interprète ici l'inspecteur Gilbert, était auparavant apparu dans un épisode de la série télévisée Sherlock en 2010.

### Tournage
Le tournage a eu lieu à Londres et dans le Sussex.

## Distinctions

### Nominations
- British Independent Film Awards 2015 : meilleur espoir pour Milo Parker